# Breakin' It Up, Breakin' It Down
Breakin' It Up, Breakin' It Down è un album dal vivo collaborativo di Muddy Waters, Johnny Winter e James Cotton, pubblicato nel 2007 ma registrato nel 1977.

## Tracce
1. Black Cat Bone / Dust My Broom (Johnny Winter / Elmore James, Robert Johnson) – 5:53
2. Can't Be Satisfied (Muddy Waters) – 3:48
3. Caledonia (Fleecy Moore) – 6:38
4. Dealin' with the Devil (James Cotton) – 7:50
5. Rocket 88 (Jackie Brenston) – 2:09
6. I Done Got Over It (Guitar Slim) – 6:00
7. How Long Can a Fool Go Wrong (Cotton) – 5:54
8. Mama Talk to Your Daughter (J. B. Lenoir, Alex Atkins) – 5:54
9. Love Her with a Feeling (Lowell Fulson) – 5:47
10. Trouble No More (Waters) – 4:10
11. Got My Mojo Workin' (Waters, Preston Foster) – 4:59

## Formazione
- Muddy Waters – chitarra, voce
- Johnny Winter – chitarra, voce
- Bob Margolin – chitarra, voce
- Charles Calmese – basso
- Pinetop Perkins – piano, voce
- James Cotton – armonica, voce
- Willie "Big Eyes" Smith – batteria